# Porthmidius
Porthmidius là một chi bọ cánh cứng trong họ 
Elateridae.
Chi này được miêu tả khoa học năm 1847 bởi Germar.

## Các loài
Các loài trong chi này gồm:
- Porthmidius austriacus (Schrank, 1781)
- Porthmidius flavescens Fleutiaux, 1922
- Porthmidius gelineki (Reitter, 1904)
- Porthmidius solitarius Fleutiaux, 1922